# 홍성도서관
홍성도서관은 충청남도 홍성군 홍성읍 오관리 소재의 도서관이다.

## 연혁
- 1974년 2월 10일 홍성도서관 개관(홍성군 홍성읍 오관리 141-1)
- 1988년 12월 27일 홍성도서관 이전(홍성군 홍성읍 고암리 557번지)
- 2000년 3월 홍성지역 평생학습관 지정
- 2002년 12월 12일 신축 홍성도서관 착공
- 2004년 7월 20일 신축 홍성도서관 준공
- 2004년 8월 20일 신축 홍성도서관 개관(홍성군 홍성읍 오관리 375번지)
- 2019년 2월 25일 홍성도서관 환경개선공사 착공
- 2019년 3월 1일 충청남도홍성교육지원청홍성도서관 명칭 변경
- 2019년 6월 4일 충청남도홍성교육지원청홍성도서관 재개관
- 2020년 3월 5일 충청남도교육청통합도서관 구축
- 2020년 7월 1일 충청남도교육청 상호대차·책딩동·책 꾸러미, 책이음 서비스 구축
- 2020년 9월 10일 2020년('19실적) 도지사 인증제도 우수도서관 표창

## 이용 안내
휴관일
- 매주 월요일
- 국경일, 정부에서 지정하는 공휴일
- 도서관 개관기념일(매년 2월 10일), 기타 관장이 필요하다고 인정하는 날